# Tułowice (gromada)
Tułowice – dawna gromada, czyli najmniejsza jednostka podziału terytorialnego Polskiej Rzeczypospolitej Ludowej w latach 1954–1972.
Gromady, z gromadzkimi radami narodowymi (GRN) jako organami władzy najniższego stopnia na wsi, funkcjonowały od reformy reorganizującej administrację wiejską przeprowadzonej jesienią 1954 do momentu ich zniesienia z dniem 1 stycznia 1973, tym samym wypierając organizację gminną w latach 1954–1972.
Gromadę Tułowice z siedzibą GRN w Tułowicach (wówczas wsi) utworzono – jako jedną z 8759 gromad na obszarze Polski – w powiecie niemodlińskim w woj. opolskim, na mocy uchwały nr VII/24/54 WRN w Opolu z dnia 4 października 1954. W skład jednostki weszły obszary dotychczasowych gromad Tułowice, Goszczowice, Ligota Tułowicka, Lipno i Wydrowice ze zniesionej gminy Tułowice w tymże powiecie. Dla gromady ustalono 26 członków gromadzkiej rady narodowej.
31 grudnia 1959 do gromady Tułowice włączono wsie Skarbiszowice i Szydłów ze zniesionej gromady Skarbiszowice w tymże powiecie.
Gromada przetrwała do końca 1972 roku, czyli do kolejnej reformy gminnej. Począwszy od 1 stycznia 1973, Tułowice utraciły funkcje administracyjne na okres 19 lat. Dopiero 1 stycznia w województwie opolskim reaktywowano zniesioną w 1954 roku gminę Tułowice. Od 1999 gmina należy do powiatu opolskiego.